# Antoine Lefèvre
Pour les articles homonymes, voir Lefèvre (patronyme).
Antoine Lefèvre, né le 18 février 1966 à Düsseldorf (Allemagne), est un homme politique français. Maire de Laon de 2001 à 2017, il est sénateur de l'Aisne depuis 2008. Il est élu premier questeur du Sénat le 4 octobre 2023, à la suite du renouvellement électoral du 24 septembre 2023.

## Biographie
Marié, père de trois enfants, il est titulaire d'un DEA de droit public et d’aménagement du territoire. Antoine Lefèvre exerçait depuis 1992 les fonctions de chargé d'études à la Chambre d'agriculture de l'Aisne.
C'est en 1995, qu'il devient élu à Laon sur la liste du maire sortant Jean-Claude Lamant, d'abord en tant que conseiller municipal puis adjoint au maire à l'urbanisme en 1999. 2 ans plus tard en 2001, il est élu maire de Laon puis conseiller régional de Picardie en 2004, mandat dont il démissionne en 2008 afin de respecter la loi sur le non-cumul des mandats.
En 2008, Antoine Lefèvre est réélu dès le premier tour des élections municipales avec 54 % des voix. C'est la première fois, durant la Ve République, qu'un maire de Laon est élu dès le premier tour de scrutin. La même année, il est élu sénateur de l'Aisne. Laon n'avait pas eu de sénateur depuis la IIIe République lorsque Georges Ermant occupa ce poste. Antoine Lefèvre sera réélu maire et sénateur en 2014. Néanmoins, avec la loi sur le non-cumul des mandats, il démissionne en 2017 de son mandat de maire pour conserver son fauteuil de sénateur.
C’est au titre de ses fonctions de maire qu’il est président de la Communauté de communes du Laonnois qui devient en 2014 la Communauté d'Agglomération du Pays de Laon.
Il est président de l'Association des maires de l’Aisne de 2010 à 2017.
Lors de ses dix années de mandat au sein du Sénat, il est d’abord membre de la commission des lois de 2008 à 2014, au titre de laquelle il est membre de la Commission d'accès aux documents administratifs (CADA). En 2014, il devient membre de la commission des finances pour laquelle il siège au Comité de surveillance de la Caisse d'amortissement de la dette sociale (CADES).
Le 21 octobre 2020, il est élu juge titulaire à la Cour de Justice de la République pour la formation de jugement élue par le Sénat, en binôme avec la sénatrice Nadine Bellurot.
Après le renouvellement d'une partie des effectifs des sénateurs lors du scrutin du 24 septembre 2023, il est élu, le 4 octobre 2023, au poste de questeur du Sénat. 
Le 11 juin 2024, à la suite du ralliement d'Éric Ciotti avec le Rassemblement national pour les élections législatives anticipées, Antoine Lefèvre décide de quitter le parti des Républicains.